# Ситроен C3 Еркрос
„Ситроен C3 Еркрос“ (Citroën C3 Aircross) е модел субкомпактни SUV автомобили (сегмент J/B) на френската марка „Ситроен“, произвеждан от 2017 година.
Моделът е базиран на платформата PF1, подобно на по-ранното първо поколение на „Пежо 2008“ и „Опел Кросленд X“. Купето му е комби с 5 врати. Произвежда се в Сарагоса и Ухан.